# Plazma (fizika)
Plázma je v fiziki in kemiji eno od agregatnih stanj snovi. Če snovi v plinastem agregatnem stanju povečujemo energijo, začne prihajati do ionizacije. Od atoma oziroma molekule se odcepijo posamezni elektroni. Če energijo povečamo še bolj, pride tudi do razpada atomskih jeder. Protoni in nevtroni se odcepijo od atoma. Plazma je bilo prevladujoče agregatno stanje v Vesolju že kmalu po velikem poku. Pravzaprav je še vedno tako. Zvezde, vključno s Soncem, ki tvorijo večino mase Vesolja, so plazmatske. Na splošno pa je plazma vsak ioniziran plin oz. plin z električnim nabojem. Tako lahko plazmo ustvarimo tudi pri sobni temperaturi, če elektronom umetno dodamo energijo, da se ti odcepijo od atoma.

## Zgodovina
Prvi je plazmo opazil sir William Crookes leta 1879, ko je opazoval razelektritev v razredčenih plinih. Opazil je, da se je temen prostor okoli elektrode povečal, če se je povečala atenuacija plina, katodni žarki pa so še vedno izhajali iz elektrode. Proučeval je naravo teh žarkov in ugotovil, da potujejo premo, povzročajo fluorescenco na telesih, ob katere trčijo, hkrati pa se ob njihovem trku sprošča toplota. Verjel je, da je odkril novo agregatno stanje snovi, ki ga je poimenoval sevajoča snov.
Prvi je leta 1879 pravilno pojasnil njegova opažanja britanski fizik sir Joseph John Thomson, ki je dokazal, da so katodni žarki sestavljeni iz negativnih elektronov. Izraz plazma je za ioniziran plin prvi uporabil Irving Langmuir, ker ga je snov spomnjala na krvno tekočino. V čem je videl podobnost, ni natanko znano, obstajata pa dve razlagi. Prva pravi, da je podobnost v tem, da tako krvna plazma kot ioniziran plin prenašata delce, druga se nanaša na izvor besede, ki naj bi v grščini pomenila »prilagoditi se«, saj se plazma prilagodi obliki »cevi«, v kateri se nahaja. Ioniziran plin je bil z imenom plazma prvič omejen v Langumuirjevem delu Nihanja v ioniziranih plinih (Oscillaations in Ionized Gases) leta 1928.

## Vrste plazme
Plazmo lahko po nastanku razedelimo v dve veliki skupini: naravne in umetne. Naravne lahko naprej razdelimo v dve skupini in sicer na plazme, ki nastanejo na Zemlji oziroma v njenem ozračju, in na tiste, ki nastanejo v Vesolju. Večina snovi v opazljivem vesolju, po nekaterih ocenah do 99 %, je v četrtem ali plazemskem agregatnem stanju. Plazma, ki je nastala v Vesolju, vključuje Sonce, večino zvezd in velik del medzvezdnega prostora. Fizika plazme se med drugim ukvarja s proučevanjem radiacijskih pasov, razvojem sončnih peg in izbruhi na Soncu, s sončnim vetrom in s pospeševanjem kozmičnih delcev ter z drugimi astrofizikalnimi telesi in pojavi.

### Ultrahladna plazma
S pomočjo laserske pasti lahko proizvedemo ultrahladno plazmo, pri kateri so nevtralni atomi ohlajeni na temperaturo manj kot 1 mK. Z drugim laserjem nato ioniziramo atom tako, da zunanjemu elektronu dovedemo ravno dovolj energije, da lahko pobegne električnemu privlaku atoma. Na ta način lahko nadziramo kinetično energijo pobeglega elektrona. S pulznim laserjem lahko dosežemo, da eneregija elektrona ustreza temperaturi 0.1 K, medtem ko ioni ostanejo shlajeni na temperaturi nekaj mK.

### Ne-nevtralna plazma
Z odcepitvijo elektronov z atomov in molekul dobimo nevtralno plazmo, saj moč in obseg električne sile ter dobra prevodnost v plazmi poskrbijo, da sta gostoti pozitivno in negativno nabitih delcev enaki na vsakem dovolj velikem področju. Temu pojavu pravimo kvazinevtralnost. Plazmi, ki ima na nekem področju višek pozitivnega ali negativnega naboja, pravimo ne-nevtralna plazma. V ekstremnih primerih je lahko sestavljena samo iz ene vrste nabitih delcev, npr. iz elektronov. Primeri ne-nevtralne plazme so nabiti žarki delcev, elektronski oblak, Penningova past in pozitronske plazme.

### Prašna ali zrnata plazma
Prašna plazma poleg elektronov ionov n nevtralnih atomov vsebuje mikroskopsko velike nabite delce prahu. Najdemo jo v medplanetarnih meglicah, kometih, planetarnih obročih, v aerosolih in v atomsferi, kot tudi v laboratorijskih oz. industrijskih plazmah. V Vesolju na prašne delce poleg gravitacije vpliva tudi sevalni tlak, če se ti nahajajo v bližini masivnejših teles. Prašni delci v plazmi lahko postanejo nabiti zaradi fotoionizacije, ultravijoličnega sevanja, sekundarne elektronske emisije, trkov s termičnimi ioni in elektroni ter zaradi absorpcije nabitih delcev. Zaradi naboja poleg gravitacijskega polja nanje vplivata tudi električno in magnetno polje. Plazma torej vpliva na prašne delce, ki jih prenaša. Obratno pa lahko tudi prašni delci vplivajo na plazmo v kateri se nahajajo. Zaradi prašnih delcev lahko v plazmi nastanejo nove nestabilnosti, ki spremenijo obnašanje plazme. Prašna zrna imajo negativen naboj, ker zbirajo elektrone iz okoliške plazme. Fotoemisija zaradi UV sevanja in termična emisija zrn, segretih zaradi radioaktivnih izvorov, lahko povzročita, da se prašna zrna pozitivno nabijejo. Če je energija fotonov večja od fotoelektričnega dela prašnih zrn in manjša od ionizacijskega potencijala nevtralnih atomov, prašna zrna predstavljajo izvore ionizacije, če v bližini ni drugih virov. Pozitivno nabiti prašni delci obstajajo v Zemljini mezosferi, v repih kometov in v medzvezdnih planetarnih oblakov blizu svetlih zvezd. Zemlji se lahko radioaktivni prašni delci nabijejo pozitivno na robovih tokomaka zaradi razpada zvezd. V laboratorijskih oz. industrijskih plazmah lahko pojav prašnih delcev vodi do znatnega zmanjšanja gostote elektronov in povečanja temperature elektronov.

## Uporaba in aplikacije
Danes se plazme uporabljajo na številnih področjih tehnologije. Glavno področje uporabe plazme je razvoj fuzijskega reaktorja, v katerem bomo pridobivali energijo s kontroliranim zlivanjem lahkih jeder. Plazmo uporabljamo v industriji za obdelavo materialov, v vsakdanjem življenju pa se njenimi aplikacijami srečujemo na vsakem koraku kot so npr. fluorescečne in neonske luči, plazma televizorji ... Uporablja pa se lahko celo za procesiranje hrane in razgradnjo oziroma reciklažno različnih odpadkov.

### Plazemska krogla
Delovanje plazemske luči ali krogle primerjamo z delovanjem kondenzatorja, ki ga polnimo oziroma praznino z izmeničnim tokom. Plošči kondenzatorja sta v plazemski luči lahko tem bolj razmaknjeni, čim hitrejše so oscilacije toka in čem večja je napetost izvira. V plazemski luči namesto plošč uporabimo na eni strani majhno krogelno elektrodo znotraj steklene krogle, na drugi pa elektrodo, ki se nahaja kar znotraj izvora napetosti. Izolator predstavlja zrak v krogli, steklena krogla in zrak zunaj krogle. Ko je električno polje med elektrodoma dovolj močno, ionizira plina. Ioniziran plin je dober prevodnik električnega toka. Nekateri elektroni se med tem procesom vrnejo v osnovno ali nižje vzbujeno stanje, pri tem pa sevajo svetlobo. Kakšne barve je svetloba, je odvisno od plina, s katerim je napoljnena steklena posoda. Plin v stekleni posodi postane še bolj prevoden, če v krogli znižamo tlak. To nam omogoči, da lahko elektrodi bolj razmaknemo, zaradi česar svetlobo lažje opazimo. Ker sta napetost in zato tudi električno polje med elektrodoma dovolj velika, kondenzator konstantno prevaja tok. Plin med obema elektrodoma je dovolj prevoden, da skozenj konstantno teče tok, če imamo v posodi napetost 2000 V, dovolj nizek tlak (1/70 bara), frekvenco 10000/s, plošči pa morata biti razmaknjeni za nekaj centimetrov. Skozi kroglo torej teče konstanten tok, zato bi morala biti tudi intenziteta svetlobe približno konstanta. Vendar ni tako. Tok lažje steče skozi območje, ki ima manjšo upornost, zato teče skozi toplejša območja, ki se še bolj segrejejo. Ker skozi takšne tokovnice steče več toka, so te tokovnice svetlejše.

### Fluorescenčna svetilka
Fluorescenčna svetilka je svetilka, ki za nastanek svetlobe izkorišča razelektritev plina. Pospešeni elektron se znotraj cevi svetilke zaleti v atom plina, zaradi česar atom plina preide v vzbujeno stanje, pri čemer absorbira del kinetične energije, ki jo je prejel med trkom. Visokoenergijsko stanje je nestabilno, zato se atom sčasoma vrne v nižji nivo, ki je stabilen. Pri tem izseva foton, katerega valovna dolžina sega v ultravijolčni del spektra in ga zato ne vidimo. Izsevano svetlobo bi radi pretvorili v vidno svetlobo. To naredimo s fluorescenco. Fluorescenca se pojavi na notranjem delu cevi, ki je prevlečena s fosforjem. Atomi fosforja absorbirajo UV svetlobo, pri čemer preidejo v višje stanje, ki seveda ni stabilno, zato kmalu preidejo nazaj na nižji nivo pri tem pa izsevajo foton v vidni svetlobi. Razlika energij prejetega in oddanega fotona se pretvori v toplotno energijo.

### Jedrsko zlivanje
Jedrsko zlivanje je proces zlivanja lahkih atomov, pri čemer se sprošča energija. Na Zemlji je za učinkovito zlivanje jeder potrebna temperatura nad 100 milijonov K. Pri taki visoki temperaturi plini preidejo v plazmo. Da preprečimo toplotne izgube, se plazme ne sme dotikati sten posode, kar dosežemo z močnimi magnetnimi polji, ki ustvarijo magnetno kletko torodialne oblike. Magnetna kletka zadržuje nabite delce v plazmi. Nevtralni delci lahko zapustijo plazmo in se upočasnijo v oblogi, ki obdaja plazmo in vsebuje litij. Iz njega ob trku z nevtroni nastaja tritij, ki se v plazmo vrne kot gorivo. Energija, ki jo v obliki toplote oddajajo nevtroni, se uporablja za proizvodnjo elektrike.
Magnetno jedrsko zlivanje izkorišča močno magnetno polje, ki zadržuje plazmo v posodi in jo ločuje od zraka. Električno nabiti delci, ki tvorijo plazmo, ne morejo prečkati silnic, lahko pa se giblje vzdolž njih. Če so magnetne silnice ukrivljene tako, da tvorijo sklenjeno zanko, so delci plazme zaprti v ta prostor. Delci v realnih torodialnih magnetnih sistemih izgubljajo energijo na račun sevanja in trka delcev, ki povzročijo, da lahko nekateri delci sčasoma uidejo iz oklepa magnetnih silnic. Magnetna polja ustvarijo močni električni tokovi v tuljavah zunaj reaktorske komore in pogosto tudi tokovi, ki nastajajo v plazmi in prispevajo k magnetni kletki.